# Lac Banks
Pour les articles homonymes, voir Banks.
Le lac Banks (Banks Lake) est un lac de barrage produit par le barrage de Grand Coulee dans l'État de Washington, aux États-Unis. Il fait partie du Columbia Basin Project et se trouve dans la Grand Coulee.

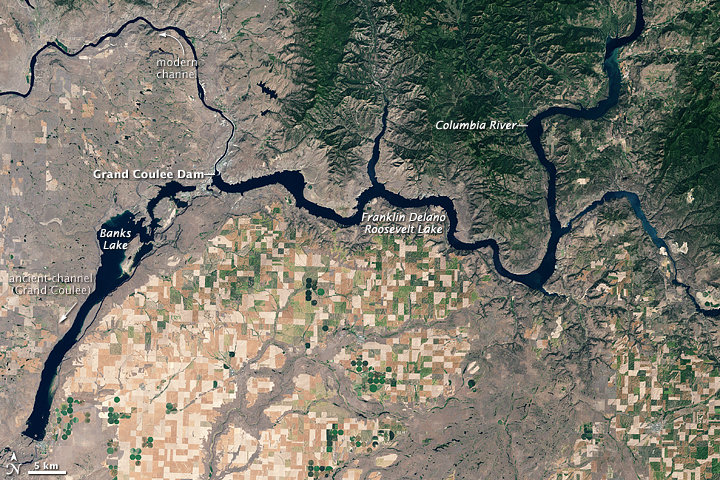
Photo satellite de la zone du barrage de Grand Coulee avec le lac Franklin D. Roosevelt et le lac Banks, 1999.